# Hazeus
Hazeus  é um género de peixe da família Gobiidae e da ordem Perciformes.

## Espécies
- Hazeus elati (Goren, 1984)[3]
- Hazeus maculipinna (Randall & Goren, 1993)[4]
- Hazeus otakii (Jordan & Snyder, 1901)[5][6][7][8][9][10][11][12]